# Handianus semiramidis
Handianus semiramidis är en insektsart som beskrevs av Dlabola 1981. Handianus semiramidis ingår i släktet Handianus och familjen dvärgstritar. Inga underarter finns listade i Catalogue of Life.